# Pontificia Opera di Assistenza
La Pontificia Opera di Assistenza (P.O.A.) è stata un'organizzazione di assistenza voluta dal Vaticano per svolgere attività sociali ed assistenziali sul territorio italiano. Fu attiva dal 1953 al 1970.

## Storia
La P.O.A. venne istituita da papa Pio XII il 15 giugno 1953. In tale data la Pontificia Opera di Assistenza ebbe il suo nuovo statuto come persona giuridica (Acta Apostolica Sedis, vol. XLV, p. 570).
Controllo e vigilanza sull'opera vennero affidate a una specifica commissione di cardinali e il suo compito istituzionale fu quello di portare assistenza sociale seguendo i principi evangelici e della volontà del papa. In precedenza un analogo compito era stato svolto dalla P.C.A. (Pontificia Commissione di Assistenza ai profughi), che era nata nel 1944 quando ancora il secondo conflitto mondiale era in corso.

## Struttura organizzativa
- Sede centrale a Roma, con un presidente, un consiglio, la giunta e il necessario comitato economico
- Varie strutture periferiche, con:[1]
  - 28 sedi di delegazioni regionali, che operavano con le Conferenze Episcopali
  - 310 Opere Diocesane di Assistenza, sparse sull'intero territorio nazionale per arrivare a chi era in stato di bisogno.[3][4]

Tra i principali servizi offerti vi furono quelli di attivare centri studi, centri missionari, servizi sanitari, assistenza agli stranieri e intervento in campi profughi.
La POA era federata con la Caritas internationalis.